# Zenit Kazan
Maillots
Le Zenit Kazan appelé précédemment Dinamo Kazan et Dinamo-TatTransGaz Kazan est un club de volley-ball russe basé à Kazan, et évoluant au plus haut niveau national (Superliga).

## Palmarès
| Compétitions nationales | Compétitions internationales |
| - Championnat de Russie (12) : - Vainqueur : 2007, 2009, 2010, 2011, 2012, 2014, 2015, 2016, 2017, 2018, 2023, 2024. - Finaliste : 2019, 2020. - Troisième : 2004, 2005, 2008, 2013, 2022. - Coupe de France (13) : - Vainqueur : 2004, 2007, 2009, 2014, 2015, 2016, 2017, 2018, 2019, 2021, 2022, 2023, 2024. - Finaliste : 2012. - Supercoupe de Russie (9) : - Vainqueur : 2010, 2011, 2012, 2015, 2016, 2017, 2018, 2020, 2023. - Finaliste : 2019, 2022. | - Ligue des champions CEV (6) : - Vainqueur : 2008, 2012, 2015, 2016, 2017, 2018. - Finaliste : 2011, 2019. - Troisième : 2013. - Mondial des clubs FIVB (1) : - Vainqueur : 2017. - Finaliste : 2015, 2016. - Troisième : 2009, 2011, 2019. |

## Joueurs et personnalités du club

### Entraîneurs
- 2001-2007 :  Victor Sidelnikov
- 2008-2019 :  Vladimir Alekno
- 2019-2020 :  Alekseï Verbov
- 2020-2021 :  Vladimir Alekno
- 2021- :  Alekseï Verbov